# Portocarrero (Almería)
Portocarrero es un antiguo núcleo de población ubicado en el término municipal almeriense de Gérgal. Se localiza a unos 7 km al norte de la cabecera municipal, siguiendo el curso de la rambla de Gérgal y la vereda del Almendral, y a unos 1040 metros sobre el nivel del mar.

## Historia
Se han encontrado en la zona pinturas rupestres que demuestran que la zona ha estado poblada desde la prehistoria, en el paraje conocido como friso de Portocarrero y descubierto hacia 1917 durante unas exploraciones para catas mineras. Se empieza a contar con datos oficiales desde 1863, y en 1950 se registra el mayor pico de población, con 150 habitantes, siendo los principales sustentos de la población la incipiente actividad minera del hierro y la agricultura de cereales, legumbres y esparto.
El pueblo fue abandonado por completo hacia los años 1970.

## Patrimonio
En Portocarrero se pueden encontrar las ruinas de múltiples viviendas y edificios erigidos con la técnica de la piedra seca, usando pizarra para su construcción.